# Kradolf-Schönenberg
Kradolf-Schönenberg (gsw. Chraaleff-Schönebèrg) – miejscowość i gmina (Politische Gemeinde) w północno-wschodniej Szwajcarii, w kantonie Turgowia, w okręgu (Bezirk) Weinfelden. Leży nad rzeka Thur. 

## Demografia
W Kradolf-Schönenbergu mieszkają 3 654 osoby. W 2021 roku 25,5% populacji gminy stanowiły osoby urodzone poza Szwajcarią. 

## Transport
Przez teren gminy przebiega droga główna nr 470.